# Noël en Australie
Noël en Australie (anglais : Christmas in Australia) est célébré en été dans l'hémisphère sud. Noël est une fête chrétienne célébrant chaque année la naissance de Jésus de Nazareth, appelée Nativité; en Australie, le jour de Noël (le 25 décembre) et le lendemain de Noël (le 26 décembre) sont des jours fériés .

## Traditions
calendrier n’y a aucune religion officielle en Australie, mais les trois-quarts des Australiens se disent chrétiens, en majorité catholiques ou anglicans. Comme dans d'autres pays Occidentaux, Noël est une fête religieuse séculaire en Australie.

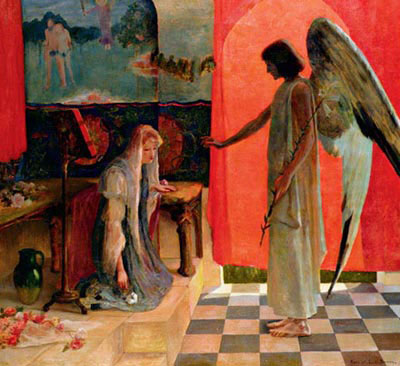
Annunciation, par l'artiste australien Rupert Bunny.

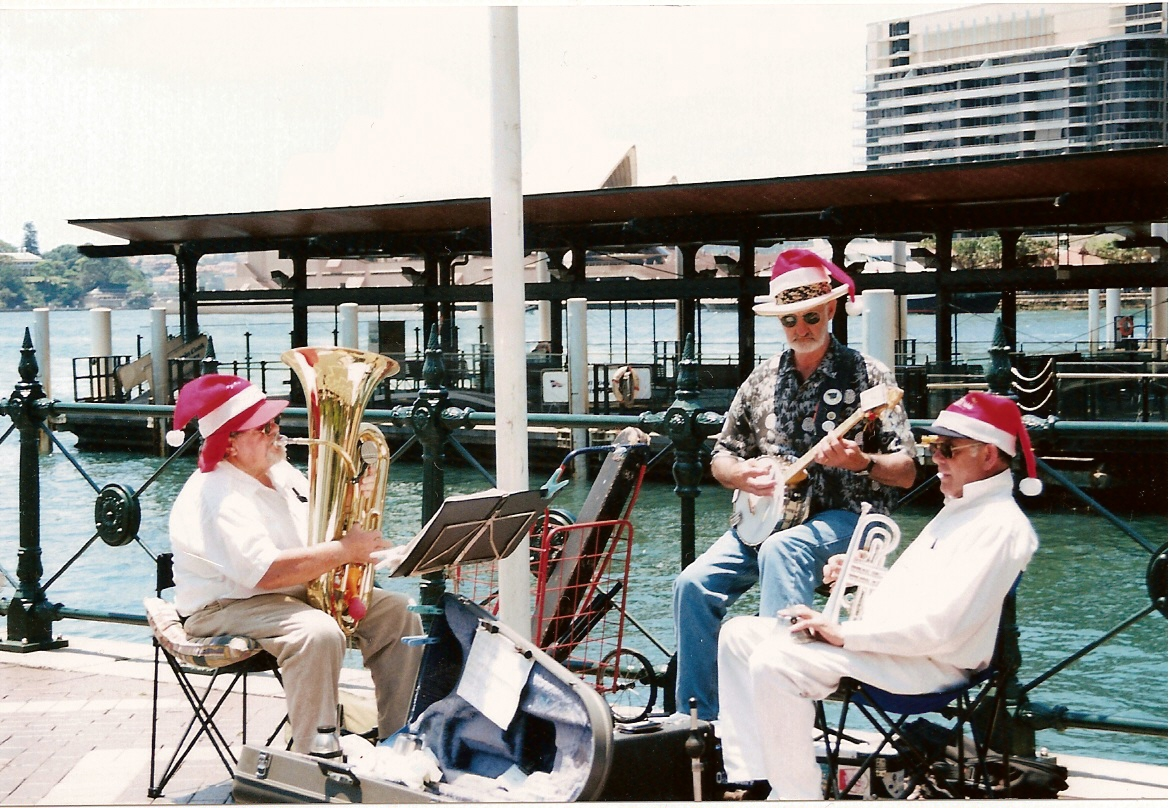
Noël sous le soleil à Sydney (Nouvelle-Galles du Sud) en 2001.

Avant Noël, les maisons sont décorées ; des cartes de vœux sont envoyées ; des chants de Noël entonnés ; les sapins de Noël et illuminations sont installés dans les maisons et les lieux publics, donnant au pays un air de fête.  
Le 25 décembre, les familles et leurs amis se réunissent pour échanger des cadeaux et prendre ensemble le repas de Noël - souvent basé sur la dinde de Noël. Les présents s'échangent ce jour-là avec les personnes réunies sous le même toit et dans les jours qui suivent avec la famille et les amis proches. Ces cadeaux sont bien emballés dans des papiers aux motifs colorés. Ils sont ouverts le matin de Noël, faisant référence aux cadeaux offerts à l'enfant Jésus. Bien que la tradition du Père Noël ait des origines dans l'Europe du Nord en hiver, il est populaire en Australie - mais parfois il est dépeint comme ayant largement débordé sur les traditions australiennes.
Beaucoup d'Australiens passent Noël en plein air, allant à la plage. Il est devenu traditionnel pour les visiteurs internationaux qui sont à Sydney le jour de Noël d'aller à la plage de Bondi où viennent jusqu'à 40 000 personnes ce jour-là.
La grande tradition australienne du concert de chants de noël, en plein air à la lueur des bougies a commencé à Melbourne en 1937 pour le réveillon de Noël. À l'heure actuelle, le plus grand concert est le Carols in the Domain de Sydney. 
Comme chansons uniquement australiennes de Noël on peut citer : Christmas Day par John Wheeler et William G. James, ou Six White Boomers par Rolf Harris. Harris chante le survol de l'Australie par le Père Noël assis dans un traîneau tiré par six kangourous blancs. Wheeler et James exaltent un message traditionnel de Noël dans un arrangement australien:
The north wind is tossing the leaves.
The red dust is over the town;
The sparrows are under the eaves,
And the grass in the paddock is brown;
As we lift up our voices and sing,
To the Christ-child the heavenly King
Le vent du nord agite les feuilles;
La poussière ocre flotte sur la ville
Les moineaux sont sur les toits
Et l'herbe des paddocks est roussie;
Aussi nous élevons la voix et chantons
L'Enfant-Dieu, le roi des Cieux
Des films australiens racontent un Noël australien : c'est le cas de Bush Christmas (1983) avec Nicole Kidman ; et de Bushfire Moon (1987) avec John Waters qui racontent l'histoire de Noël dans le Bush australien.
Les enfants australiens apprécient les histoires classiques de la littérature anglaise comme le conte A Christmas Carol de Charles Dickens ou de la littérature américaine comme le poème A Visit from St. Nicholas, publié de façon anonyme et attribué soit à Henry Livingston Junior, soit à Clement Clarke Moore ; mais il y de nombreux contes australiens sur Noël au soleil - dont Wombat Divine de Mem Fox. 
De nombreux spectateurs vont assister au début de deux importantes manifestations sportives ayant lieu tous les ans le lendemain de Noël : le Boxing Day Test de l'équipe d'Australie de cricket contre une équipe internationale au Melbourne Cricket Ground ; et la Sydney-Hobart, une course à la voile sur une distance d’environ 1 167,39 kilomètres.